# Lithothamnion tophiforme
Lithothamnion tophiforme (Esper) Unger, 1858  é o nome botânico  de uma espécie de algas vermelhas  pluricelulares do gênero Lithothamnion, subfamília Melobesioideae.
- São algas marinhas encontradas em algumas regiões da Europa e América do Norte.

## Sinonímia
- Melobesia polymorpha var. tophiformis   1791
- Lithothamnion alcicorne   Kjellman, 1883
- Lithothamnion soriferum   Kjellman, 1883
- Lithothamnion soriferum f. alcicorne   (Kjellman) Foslie, 1891
- Lithothamnion soriferum f. divaricatum   Foslie, 1891
- Lithothamnion soriferum f. globosum   Foslie, 1891
- Lithothamnion flabellatum   Rosenvinge, 1893
- Lithothamnion tophiforme f. alcicorne   (Kjellman) Foslie, 1895
- Lithothamnion divergens   Foslie, 1895
- Lithothamnion flabellatum f. rosenvingei   Foslie,, 1895
- Lithothamnion tophiforme f. globosum   (Foslie) Foslie 1895
- Lithothamnion soriferum f. squarrosum   Foslie, 1895
- Lithothamnion tophiforme f. squarrosum   (Foslie) Foslie, 1895
- Lithothamnion tophiforme f. divergens   (Foslie) Foslie, 1905
- Lithothamnion tophiforme f. sphaericum   Foslie, 1905
- Lithothamnion tophiforme f. flabellatum   (Rosenvinge) Foslie, 1908